# 信条史
信条史（しんじょうし）は、プロテスタント教会における信仰告白の歴史である。

## 古代
- 使徒信条
- ニカイア信条（原ニケア信条）
- ニカイア・コンスタンティノポリス信条（ニケア信条）
- カルケドン信条
- アタナシオス信条

## 宗教改革時期
キリスト教の歴史においてもっとも多くの信条を生み出した時代であり、「ただ聖書のみ」という原則に立ち、中世カトリック教会の信条を非聖書的とみなして退けて、カトリック教会とは異なった信条の歴史が始まった。
マルティン・ルター、フルドリッヒ・ツヴィングリ、ジャン・カルヴァンらが神学を論じる中で信仰告白を文章化する必要が生じた。

## ルター派教会
アウグスティヌスの神学における恩恵の絶対性の主張、福音による救いを中心テーマとして神学を構成した結果生まれた信条である。
アウクスブルク信仰告白（1530年）が有名で、その後1580年に使徒信条、ニカイヤ信条、アタナシオスの公同信条を含む『和協信条』が出版された。

## 改革派
公開信条主義を持つ改革派教会は、アウクスブルク信仰告白のような規範的信条を持たない。その理由は、聖書が唯一の規範であり、信条崇拝の危険があるからという理由である。
- バーゼル信仰告白
- ローザンヌ条項
- ジュネーブ信仰問答
- ハイデルベルク信仰問答
- ウェストミンスター小教理問答
- 第1スイス信条
- チューリヒ一致信条
- 第2スイス信条
- スコットランド信条
- ベルギー信条
- ドルト信条基準

## バプテスト派
- スタンダード信仰告白(1660年)-アルミニウス主義のバプテスト派の代表40名がロンドンに集まって作成した。
- 第二ロンドン信仰告白(1677年)-英国国教会の圧政下にあったロンドン周辺のカルヴァン主義のバプテストがウェストミンスター信仰告白を元に起草したもの。

## アナバプテスト派
信条を規範としたり、教会の基礎とはみなさず、弁証的意味で信条を利用した。また、個人の良心を束縛する信条、教会自治を拘束する信条は理念上認めていない。その代表はシュトライトハイム信仰告白（1527年）である。

## 改宗派
- サヴォイ宣言(1658年)-ロンドンのサヴォイ館に集まった英国会衆主義諸教会の代表によって作成、公表されたもの。